# Phrynobatrachus sulfureogularis
Phrynobatrachus sulfureogularis é uma espécie de anfíbio da família Petropedetidae.
É endémica do Burundi.
Os seus habitats naturais são: regiões subtropicais ou tropicais húmidas de alta altitude, campos de altitude subtropicais ou tropicais, pântanos, marismas de água doce e marismas intermitentes de água doce.